# Kellicottia bostoniensis
Kellicottia bostoniensis is een raderdiertjessoort uit de familie Brachionidae. De wetenschappelijke naam van deze soort is voor het eerst geldig gepubliceerd in 1908 door Rousselet.